# Sokolskijs öppning
Den här artikeln använder algebraisk schacknotation för att beskriva schackdragen.
Sokolskijs öppning, även kallad orangutangöppningen och polsk öppning, är en ovanlig schacköppning som definieras av draget:
1. b4
Namnen orangutangöppningen och polsk öppning kommer från Savielly Tartakower som använde öppningen i en turnering i New York 1924, enligt uppgift efter att ha konsulterat en orangutang på Bronx Zoo.

## Varianter
Sokolskijs gambit: 1.b4 e5 2.Lb2 f6 3.e4 (eller 3.b5)
Tübingenvarianten: 1.b4 Sh6
Överflyglingsvarianten: 1.b4 c6

## Partiexempel
Vit: José Raúl Capablanca 
Svart: Alexander Kevitz
Brooklyn 1924
1.b4 d5 2.Lb2 Lf5 3.e3 e6 4.f4 Sf6 5.Sf3 Lxb4 6.Sc3 Sbd7 7.Se2 Sg4 8.c3 Le7 9.h3 Sc5 10.Sg3 Lh4 11.Sxh4 Dxh4 12.Df3 Sxe3 13.Df2 Sxf1 0-1